# 苏埃洛
苏埃洛（義大利語：Suello），是意大利莱科省的一个市镇。总面积2平方公里，人口1678人，人口密度839.0人/平方公里（2009年）。国家统计（ISTAT）代码为097078。